# Flight of Fancy
Flight of Fancy es una película puertorriqueña del año 2000 dirigida y coescrita por Noel Quiñones.

## Argumento
Una joven madre soltera a punto de casarse cuando un piloto se estrella en su pequeña isla.

## Reparto
- Dean Cain como Clay Bennett.
- Talisa Soto como Mercedes Márquez.
- Miguel Sandoval como Frank.
- Kristian de la Osa como Gabriel Márquez.
- Juan Piedrahíta como Milo.
- Carmen Moreno como Lazette.
- Ron Michaels como trabajador de campo rudo.

## Recepción
Flight of Fancy recibió tres Hollywood Film Awards: «Mejor Película Latina» para Noel Quiñones, «Mejor Película Familiar» y «Mejor Película Latina» para Tom Musca.
The Movie Scene le dio a la película tres de cinco estrellas, afirmando: «Todo esto se reduce a que 'Flight of Fancy' es en verdad una película difícil de ver ya que realmente tienes que estar en el estado de ánimo adecuado para su historia impulsada por un mensaje inocente. Pero si lo eres, es una película agradable que te calentará el corazón».